# Leptoclinides reticulatus
Leptoclinides reticulatus är en sjöpungsart som först beskrevs av Sluiter 1909.  Leptoclinides reticulatus ingår i släktet Leptoclinides och familjen Didemnidae. Inga underarter finns listade i Catalogue of Life.